# Гааг Дмитро Володимирович
Дмитро Володимирович Гааг (20 березня 1971, Караганда, Казахська РСР, СРСР) — казахський тріатлоніст і тренер. Чемпіон світу і володар Кубка світу. Учасник двох Олімпіад. Заслужений майстер спорту Республіки Казахстан.

## Біографічні відомості
З 1988 року займався морським багатоборством і сучасним п'ятиборством. 1992 року перейшов до лав нової спортивної дисципліни — тріатлону. Займався в клубі ЦСКА (Алмати). Має військове звання майор. У перший сезон посів п'яте місце в чемпіонаті Росії і виконав норматив майстра спорту.
1993 року вперше виступив на чемпіонаті Європи. Турнір завершив на 19-му місці, а переможцем став майбутній багаторічний суперник Саймон Лессінг. У 1994 дебютував на чемпіонаті світу і вперше потрапив на п'єдестал Кубка світу. З середини 90-х років стає одним з найсильніших тріатлетів планети. 1999 року здобув титул чемпіона світу. На першому етапі виступив невдало, завершив плавання у третьому десятку. У велосипедній гонці вдалося зменшити відрив від лідерів, а на біговій дистанції показав найкращий час. У підсумку випередив на шість секунд Саймона Лессінга і на 22 — австралійця Майлза Стюарта.
Вважався одним з фаворитів на Олімпійських іграх у Сіднеї. Перед стартом випив каву, що негативно відобразилося на його самопочутті. Завершив змагання лише на четвертій позиції. У Кубку світу-2000 жодному з атлетів не вдалося виграти більше одного етапу. Дмитро Гааг святкував перемогу у першому турі, що пройшов у Ріо-де-Жанейро. Протягом сезону виявився найбільш стабільним з лідерів і в підсумку став переможцем змагання.
Через чотири роки в Афінах завершив олімпійський турнір на 25-й позиції: показав гарний час у плаванні і бігу, але втратив 5 хвилин на велоетапі. Того року вдруге став переможцем Кубка світу, його основним конкурентом був українець Володимир Полікарпенко.
Перед пекінською Олімпіадою був дискаліфінований на два роки за вживання забороненого медичного препарату — еритропоетину. У сезоні-2010 37-річний Гааг повернувся в професіональний тріатлон. Продовжував виступати в чемпіонатах світу, Кубках світу і Кубках Азії.
З 2009 року працює тренером в Санкт-Петербурзі, очолює жіночу збірну Росії. Найбільш відомою серед його вихованок є Олександра Разарьонова (учасниця двох Олімпіад, переможниця моложіжного чемпіонату Європи і бронзова призерка чемпіонату світу в естафеті).
Закінчив факультет фізичної культури і спорту Московського інституту фізичної культури (1993), за фахом — тренер-викладач з сучасного п'ятиборства. 1999 року був визнаний найкращим спортсменом Казахстану і отримав почесне звання «Заслужений майстер спорту». Нагороджений орденом «Парасат» (2001).

## Досягнення
- Чемпіон світу (1): 1999
- Володар Кубка свту (2): 2000, 2004

## Статистика
Статистика виступів на головних турнірах світового тріатлону:
| Дата | Назва турніру    | Місце | Час (очки) | Примітки |
| ---- | ---------------- | ----- | ---------- | -------- |
| 1994 | Чемпіонат світу  | DNF   | —          |          |
| 1995 | Чемпіонат світу  | 8     | 01:50:34   |          |
| 1996 | Чемпіонат світу  | 10    | 01:41:40   |          |
|      | Кубок світу      | 4     |            |          |
| 1997 | Чемпіонат світу  | 15    | 01:51:03   | [ 5 ]    |
|      | Кубок світу      | 4     |            |          |
| 1998 | Чемпіонат світу  | 6     | 01:56:20   | [ 6 ]    |
|      | Ігри доброї волі | DNF   | —          |          |
|      | Кубок світу      | 2     |            |          |
| 1999 | Чемпіонат світу  | 1     | 01:45:25   |          |
|      | Кубок світу      | 2     |            |          |
| 2000 | Чемпіонат світу  | DNF   | —          |          |
|      | Олімпійські ігри | 4     | 01:49:03   | [ 7 ]    |
|      | Кубок світу      | 1     |            |          |
| 2001 | Чемпіонат світу  | DNF   | —          |          |
|      | Ігри доброї волі | 5     | 01:49:00   |          |
|      | Кубок світу      | 4     |            |          |
| 2002 | Чемпіонат світу  | 9     | 01:52:19   |          |
|      | Кубок світу      | 9     |            |          |
| 2003 | Кубок світу      | 9     |            |          |
| 2004 | Чемпіонат світу  | 3     | 01:41:17   |          |
|      | Олімпійські ігри | 25    | 01:56:28   | [ 8 ]    |
|      | Кубок світу      | 1     |            |          |
| 2005 | Кубок світу      |       |            |          |
| 2006 | Кубок світу      |       |            |          |
| 2007 | Кубок світу      | —     | 0          |          |
| 2008 | Кубок світу      | 34    | 45         | [ 9 ]    |
| 2011 | Чемпіонат світу  | 143   | 34         |          |
| 2012 | Чемпіонат світу  | 164   | 109        |          |